# Sermoise
Sermoise és un municipi francès situat al departament de l'Aisne i a la regió dels Alts de França. L'any 2007 tenia 315 habitants.

## Demografia

### Població
El 2007 la població de fet de Sermoise era de 315 persones. Hi havia 108 famílies de les quals 24 eren unipersonals (8 homes vivint sols i 16 dones vivint soles), 28 parelles sense fills, 48 parelles amb fills i 8 famílies monoparentals amb fills.
La població ha evolucionat segons el següent gràfic:
Habitants censats

### Habitatges
El 2007 hi havia 133 habitatges, 118 eren l'habitatge principal de la família, 11 eren segones residències i 4 estaven desocupats. 127 eren cases i 6 eren apartaments. Dels 118 habitatges principals, 108 estaven ocupats pels seus propietaris i 10 estaven llogats i ocupats pels llogaters; 1 tenia dues cambres, 21 en tenien tres, 32 en tenien quatre i 64 en tenien cinc o més. 78 habitatges disposaven pel capbaix d'una plaça de pàrquing. A 51 habitatges hi havia un automòbil i a 51 n'hi havia dos o més.

### Piràmide de població
La piràmide de població per edats i sexe el 2009 era:
| Homes | Edats   | Dones |
| ----- | ------- | ----- |
| 0     | 95 o +  | 0     |
| 0     | 90 a 94 | 0     |
| 4     | 85 a 89 | 0     |
| 0     | 80 a 84 | 0     |
| 0     | 75 a 79 | 8     |
| 12    | 70 a 74 | 8     |
| 4     | 65 a 69 | 0     |
| 8     | 60 a 64 | 4     |
| 16    | 55 a 59 | 16    |
| 4     | 50 a 54 | 8     |
| 8     | 45 a 49 | 12    |
| 16    | 40 a 44 | 8     |
| 16    | 35 a 39 | 8     |
| 4     | 30 a 34 | 16    |
| 20    | 25 a 29 | 12    |
| 0     | 20 a 24 | 4     |
| 20    | 15 a 19 | 4     |
| 28    | 10 a 14 | 20    |
| 16    | 5 a 9   | 24    |
| 8     | 0 a 4   | 8     |

## Economia
El 2007 la població en edat de treballar era de 212 persones, 155 eren actives i 57 eren inactives. De les 155 persones actives 141 estaven ocupades (81 homes i 60 dones) i 14 estaven aturades (9 homes i 5 dones). De les 57 persones inactives 17 estaven jubilades, 15 estaven estudiant i 25 estaven classificades com a «altres inactius».

### Ingressos
El 2009 a Sermoise hi havia 127 unitats fiscals que integraven 331 persones, la mediana anual d'ingressos fiscals per persona era de 16.692 €.

### Activitats econòmiques
Dels 7 establiments que hi havia el 2007, 1 era d'una empresa de fabricació d'altres productes industrials, 2 d'empreses de construcció, 1 d'una empresa de comerç i reparació d'automòbils, 1 d'una empresa d'hostatgeria i restauració, 1 d'una empresa immobiliària i 1 d'una empresa classificada com a «altres activitats de serveis».
Dels 2 establiments de servei als particulars que hi havia el 2009, 1 era un taller de reparació d'automòbils i de material agrícola i 1 perruqueria.
L'any 2000 a Sermoise hi havia 3 explotacions agrícoles.

## Equipaments sanitaris i escolars
El 2009 hi havia una escola elemental integrada dins d'un grup escolar amb les comunes properes formant una escola dispersa.

## Poblacions més properes
El següent diagrama mostra les poblacions més properes.